# Harry Edwin Wood
 (janvier 2018).
Si vous disposez d'ouvrages ou d'articles de référence ou si vous connaissez des sites web de qualité traitant du thème abordé ici, merci de compléter l'article en donnant les références utiles à sa vérifiabilité et en les liant à la section « Notes et références ».
Harry Edwin Wood (3 février 1881 – 27 février 1946) était un astronome sud-africain.

## Biographie
Il était né à Manchester en Angleterre. En 1906, il fut nommé Assistant principal à l'observatoire météorologique du Transvaal, qui s'équipa rapidement de télescopes et prit le nom d'observatoire de l'Union. Il en fut le directeur de 1928 à 1941, succédant à Robert Innes. Il était marié mais n'eut pas d'enfant. Il fut président de la Société sud-africaine d'astronomie (ASSA) en 1929–1930. Il découvrit plusieurs astéroïdes, tel que l'astéroïde (1660) Wood qui porte son nom.

## Travaux
| (715) Transvaalia  | 22 avril 1911   |                 |
| (758) Mancunia     | 18 mai 1912     |                 |
| (790) Pretoria     | 16 janvier 1912 |                 |
| (982) Franklina    | 21 mai 1922     |                 |
| (1032) Pafuri      | 30 mai 1924     |                 |
| (1096) Reunerta    | 21 juillet 1928 |                 |
| (1241) Dysona      | 4 mars 1932     |                 |
| (1305) Pongola     | 19 juillet 1928 |                 |
| (1595) Tanga       | 19 juin 1930    | avec C. Jackson |
| (1663) van den Bos | 4 août 1926     |                 |
| (2193) Jackson     | 18 mai 1926     |                 |
| (3300) McGlasson   | 10 juillet 1928 |                 |